# Eddie House
Edward L. House (Berkeley, California, 14 de mayo de 1978) es un exjugador de baloncesto estadounidense que disputó 11 temporadas en la NBA. Con 1,85 metros de estatura, jugaba en el puesto de base. En 2008 consiguió un anillo de campeón con Boston Celtics.

## Carrera

### Universidad
House asistió a la Universidad de Arizona State, donde se convirtió en el máximo anotador de todos los tiempos de la universidad, con 2.044 puntos en su carrera, siendo además el único jugador capaz de anotar más de 2.000 puntos. Él y Ike Diogu son los únicos Sun Devils nombrados Mejor Jugador de la PAC-10, y House el quinto Sun Devil en ser votado en el mejor quinteto de la conferencia en dos ocasiones. También posee el récord histórico de la conferencia en tiros de campo y robos de balón, y batió el récord de mejor promedio de puntos en una temporada con 23 por encuentro en la 1999-2000. En esa campaña, fue nombrado Jugador de la Semana de la PAC-10 en cuatro ocasiones, récord que comparte con otros tres jugadores. El récord de puntos en un partido también está en su posesión con 61 en doble-prórroga ante California Golden Bears en su temporada sénior. En dicho encuentro, sus 18 tiros libres convertidos de 19 intentos establecieron un récord más en su cuenta personal. Es uno de los tres únicos jugadores capaces de promediar dobles figuras en cuatro temporadas consecutivas en Arizona State desde que la universidad entró en la PAC-10, siendo los otros Reggie Jordan y Bo Outlaw.

### NBA
Fue seleccionado por Miami Heat en la 37ª posesión de la segunda ronda del Draft de la NBA de 2000. En su primera temporada jugó 50 partidos, promediando 5 puntos y una asistencia. Tras pasar tres años en Florida, cambió de aires fichando por Los Angeles Clippers en 2003, donde estuvo una temporada, en la que sus promedios fueron de 6.8 puntos, 2.3 rebotes y 2.5 asistencias en 60 partidos, 10 de titular. 
En la campaña 2004-05, se convirtió en un auténtico trotamundos de la liga. Durante la temporada, jugó en tres equipos diferentes; Milwaukee Bucks, Charlotte Bobcats y finalmente Sacramento Kings, donde terminó la temporada regular. En los Bobcats participó en 13 partidos, donde firmó 11.1 puntos, máxima en su carrera, y 1.8 asistencias. 
Al año siguiente jugó con los Phoenix Suns.
House firmó con New Jersey Nets un contrato de un año por 1.5 millones de dólares el 12 de agosto de 2006. En los Nets, disputó 56 encuentros y promedió 8.4 puntos.
El 1 de agosto de 2007, Boston Celtics fichó a House con un contrato de un año a razón de $1,5 millones. El equipo, con Paul Pierce, Kevin Garnett, Ray Allen y con House siendo el recambio de Rajon Rondo, consiguieron el anillo en las Finales de 2008. Al término de esa primera temporada, el 23 de julio de 2008, firmó de nuevo por dos años y $5,6 millones.
A mitad de su tercera temporada en Boston, el 18 de febrero de 2010, fue traspasado a New York Knicks junto con Bill Walker y J.R. Giddens a cambio de Nate Robinson y Marcus Landry.
El 29 de julio de 2010 firmó como agente libre con Miami Heat por dos años a cambio del contrato mínimo para veteranos.
Al inicio de su segunda campaña en Miami, el 25 de diciembre de 2011, fue cortado por los Miami Heat, el cual sería su último equipo NBA.

## Estadísticas de su carrera en la NBA
|  | Denota temporada en la que fue Campeón de la NBA |

### Temporada regular
| Año     | Equipo        | PJ  | PT | MPP  | %TC  | %3P  | %TL   | RPP | APP | ROB | TPP | PPP  |
| ------- | ------------- | --- | -- | ---- | ---- | ---- | ----- | --- | --- | --- | --- | ---- |
| 2000-01 | Miami         | 50  | 0  | 11.0 | .421 | .345 | .686  | .8  | 1.0 | .3  | .0  | 5.0  |
| 2001-02 | Miami         | 64  | 3  | 19.2 | .399 | .344 | .857  | 1.7 | 1.9 | .7  | .1  | 8.0  |
| 2002-03 | Miami         | 55  | 7  | 18.6 | .387 | .300 | .861  | 1.8 | 1.6 | .8  | .0  | 7.5  |
| 2003-04 | L.A. Clippers | 60  | 10 | 19.8 | .359 | .375 | .800  | 2.3 | 2.5 | 1.1 | .1  | 6.8  |
| 2004-05 | Charlotte     | 13  | 5  | 23.1 | .452 | .414 | .769  | 1.5 | 1.8 | 1.9 | .2  | 11.1 |
| 2004-05 | Milwaukee     | 5   | 0  | 8.2  | .353 | .667 | .000  | .6  | 1.0 | .4  | .0  | 3.2  |
| 2004-05 | Sacramento    | 50  | 2  | 11.0 | .458 | .452 | .929  | 1.2 | 1.3 | .4  | .1  | 4.7  |
| 2005-06 | Phoenix       | 81  | 0  | 17.5 | .422 | .389 | .805  | 1.6 | 1.8 | .5  | .2  | 9.8  |
| 2006-07 | New Jersey    | 56  | 1  | 16.9 | .428 | .429 | .917  | 1.6 | 1.2 | .5  | .1  | 8.4  |
| 2007-08 | Boston        | 78  | 2  | 19.0 | .409 | .393 | .917  | 2.1 | 1.9 | .8  | .1  | 7.5  |
| 2008-09 | Boston        | 81  | 0  | 18.3 | .445 | .444 | .792  | 1.9 | 1.1 | .8  | .1  | 8.5  |
| 2009-10 | Boston        | 50  | 0  | 16.9 | .401 | .383 | .900  | 1.4 | 1.0 | .6  | .1  | 7.2  |
| 2009-10 | New York      | 18  | 0  | 20.6 | .331 | .250 | 1.000 | 2.2 | 2.1 | .7  | .0  | 6.4  |
| 2010-11 | Miami         | 56  | 1  | 17.5 | .399 | .389 | .950  | 1.6 | 1.1 | .6  | .0  | 6.5  |
| Total   | Total         | 717 | 31 | 17.3 | .409 | .390 | .851  | 1.7 | 1.6 | .7  | .1  | 7.5  |

### Playoffs
| Año   | Equipo     | PJ | PT | MPP  | %TC  | %3P   | %TL   | RPP | APP | ROB | TPP | PPP  |
| ----- | ---------- | -- | -- | ---- | ---- | ----- | ----- | --- | --- | --- | --- | ---- |
| 2001  | Miami      | 3  | 0  | 21.3 | .400 | .286  | .800  | 1.7 | 1.7 | 1.0 | .3  | 12.7 |
| 2005  | Sacramento | 3  | 0  | 7.7  | .375 | 1.000 | 1.000 | .7  | 1.3 | .0  | .0  | 3.0  |
| 2006  | Phoenix    | 14 | 0  | 9.3  | .365 | .214  | .750  | .6  | .4  | .1  | .1  | 3.1  |
| 2007  | New Jersey | 4  | 0  | 4.5  | .250 | .167  | .000  | .5  | .3  | .3  | .0  | 1.3  |
| 2008  | Boston     | 21 | 0  | 7.9  | .304 | .355  | .875  | 1.0 | .9  | .2  | .0  | 2.5  |
| 2009  | Boston     | 14 | 0  | 16.6 | .519 | .486  | .909  | 1.4 | .9  | .8  | .0  | 7.7  |
| 2011  | Miami      | 7  | 0  | 6.9  | .235 | .300  | .000  | .7  | .1  | .6  | .0  | 1.6  |
| Total | Total      | 66 | 0  | 10.3 | .391 | .368  | .867  | 1.0 | .7  | .4  | .1  | 4.0  |

## Vida personal
Es hijo de Edward House y Deborah Buck, y tiene dos hermanos, Diallo Buck y Mychal House. 
En su primer año como profesional, en 2001, se casó con la hermana del también baloncestista Mike Bibby. Curiosamente los cuñados, Eddie y Mike, jugaron juntos en Sacramento Kings (2004–05) y en Miami Heat (2010–11).
La pareja, ya divorciada, tiene 3 hijos, Jaelen, que jugó como su padre para Arizona State University, y los gemelos Kaden y Kalek.
House es actualmente analista deportivo en Fox Sports 1, y primo del también jugador profesional Danuel House.